# Jüdische Pester Zeitung
Die Jüdische Pester Zeitung war eine jiddischsprachige Zeitung, die von 1859 bis 1888 in Budapest im Königreich Ungarn in der Habsburgermonarchie erschienen ist.